# Хасінто Баркін
Хасінто Баркін Ріверо (ісп. Jacinto Barquín Rivero; нар. 3 вересня 1915, Куба — пом. ?) — кубинський футболіст, захисник.

## Клубна кар'єра
На клубному рівні захищав кольори кубинських команд «Пуентес-Грандес» та «Хувентуд Астуріана».

## Кар'єра в збірній
Виступав складі збірної Куби у 30-40-х роках XX століття. Учасник чемпіонату світу 1938 року, зіграв у трьох матчах (перших двох матчах проти Румунії та програному (0:8) поєдинку проти Швеції). Окрім цього, брав участь в Іграх Центральної Америки та Карибського басейну 1935. У 1949 році зіграв у програних (0:2 та 0:3) поєдинках кваліфікації чемпіонату світу 1950 проти Мексики.
| Матчі і голи Хасінто Баркіна за збірну Куби на ЧС-1938 | Матчі і голи Хасінто Баркіна за збірну Куби на ЧС-1938 | Матчі і голи Хасінто Баркіна за збірну Куби на ЧС-1938 | Матчі і голи Хасінто Баркіна за збірну Куби на ЧС-1938 | Матчі і голи Хасінто Баркіна за збірну Куби на ЧС-1938 | Матчі і голи Хасінто Баркіна за збірну Куби на ЧС-1938 |
| ------------------------------------------------------ | ------------------------------------------------------ | ------------------------------------------------------ | ------------------------------------------------------ | ------------------------------------------------------ | ------------------------------------------------------ |
| №                                                      | Дата                                                   | Місце проведення                                       | Суперник                                               | Рахунок                                                | Голи                                                   |
| 1                                                      | 5 червня 1938                                          | Тулуза, Франція                                        | Румунія                                                | 3:3                                                    | -                                                      |
| 2                                                      | 9 червня 1938                                          | Тулуза, Франція                                        | Румунія                                                | 2:1                                                    | -                                                      |
| 3                                                      | 12 червня 1938                                         | Антіб, Франція                                         | Швеція                                                 | 0:8                                                    | -                                                      |

Загалом: 3 матчі / 0 голів; 1 перемога, 1 нічия, 1 поразка.